# HTC HD2
HTC HD2 — коммуникатор, также известный как HTC T8585, HTC T9193 и HTC Leo) под управлением ОС Windows Mobile. Разработан и изготовлен компанией HTC в 2009 г. Был признан лучшим коммуникатором фирмы HTC в 2009 году по версии форума XDA Developers
Был выпущен в Европе в ноябре 2009 года, в декабре — в Гонконге. В некоторых других регионах, например в Северной Америке, поступил в продажу в марте 2010 года.

## Описание
Коммуникатор HD2 является первым устройством в своем классе с 4,3-дюймовым сенсорным экраном и первым (и скорее всего, последним) на базе операционной системы Windows Mobile с ёмкостным Multi-Touch экраном и поддержкой интерфейса HTC Sense. В коммуникаторе присутствует графический чип Adreno 200 с памятью 128 МБ, полностью поддерживающий графические API OpenGL-ES 2.0 и DirectX 9, а также пиксельные и вертексные шейдеры версии 3.0. Производительность чипа составляет 22 млн полигонов/с, 133 млн пикселей/с. Кроме того, он является третьим смартфоном с ARM-процессором Snapdragon (первым был Toshiba TG01).
Компания HTC официально продаёт  стилус для оказания помощи в навигации по интерфейсу ОС Windows Mobile, так как некоторые приложения для этой системы разрабатывались с расчётом на управление стилусом, а не пальцами.
На официальной прошивке пользователю доступно лишь 448 МБ оперативной памяти. После установки специального ПО "radio", сторонней ОС и загрузчика пользователю становится доступно до 576 МБ оперативной памяти.

## Портирование других операционных систем
На данный момент подтверждена работа на устройстве следующих операционных систем:
- Windows Mobile (изначально коммуникатор поставлялся с Windows Mobile 6.5) — стабильно работает USB HOST при наличии дополнительного питания.[9]
- Android — работы по портированию ведутся начиная с версии 2.2[10]. Были опубликованы инструкции по запуску Android поверх Windows Mobile (установка на карту памяти), загрузке с карты памяти (в загрузчиках MAGLDR/cLK выбирается загрузка с карты памяти) или полноценной установки в память коммуникатора. Разработка ведется сразу в нескольких проектах, среди которых CyanogenMod, MIUI, HTC Sense, AOKP. В конце 2014 года было анонсировано начало разработки неофициальной версии Android 5.0 (CM12) на новом ядре[11]. 16 ноября 2015 года на YouTube появилось видео об успешном запуске Android 6.0 (Marshmallow)[источник не указан 3222 дня]. Прошивка находится на стадии альфа-тестирования. Реализована работа дисплея, камеры, динамика/гарнитуры, Wi-Fi, ADB. 10 сентября 2016 появились данные об успешном запуске Android 7 CM14[12].

- Windows Phone 7 — была запущена на HD2, портирование завершено, прошивка находится в открытом доступе.
- Windows Phone 8 — начало работ по портированию.[13]
- Windows RT — была запущена  27.12.2012[14]
- Ubuntu — стабильно работает, даже есть поддержка USB HOST.
- Ubuntu Phone — начаты работы по портированию.[15]
- MeeGo — были начаты работы по портированию, но неисправимые ошибки помешали их закончить.[16]
- Firefox OS — была запущена 9.05.2013.
- iOS - Были предприняты попытки портирования системы разработчиком под псевдонимом Cotulla, но все наработки и прошивки для HTC HD2 так и не были опубликованы в открытый доступ.

В конце декабря 2010 года на HTC HD2 был выпущен неофициальный загрузчик MAGLDR (ссылка на XDA-Developers), который позволяет устанавливать неофициальные операционные системы в постоянную память телефона (NAND). Без этого загрузчика возможна установка только Windows Mobile; остальные ОС запускались из-под неё с помощью программы HaRET. Позже вышел альтернативный загрузчик с открытым исходным кодом cLK, который имел некоторые преимущества перед MAGLDR.